# Cantone di Liévin-Nord
Il Cantone di Liévin-Nord era una divisione amministrativa dell'arrondissement di Lens.
È stato soppresso a seguito della riforma complessiva dei cantoni del 2014, che è entrata in vigore con le elezioni dipartimentali del 2015.
Comprendeva parte della città di Liévin e il comune di Grenay.